# Cantón de Montbéliard-Oeste
El cantón de Montbéliard-Oeste era una división administrativa francesa, que estaba situada en el departamento de Doubs y la región de Franco Condado.

## Composición
El cantón estaba formado por veinte comunas:
- Aibre
- Allondans
- Bart
- Bavans
- Beutal
- Bretigney
- Désandans
- Dung
- Échenans
- Issans
- Laire
- Le Vernoy
- Lougres
- Montbéliard (fracción)
- Présentevillers
- Raynans
- Sainte-Marie
- Sainte-Suzanne
- Saint-Julien-lès-Montbéliard
- Semondans

## Supresión del cantón de Montbéliard-Oeste
En aplicación del Decreto n.º 2014-240 de 25 de febrero de 2014, el cantón de Montbéliard-Oeste fue suprimido el 22 de marzo de 2015 y sus 20 comunas pasaron a formar parte; diecisiete del nuevo cantón de Bavans y tres del nuevo cantón de Montbéliard.